# Lophiodes spilurus
Lophiodes spilurus is een  straalvinnige vissensoort uit de familie van zeeduivels (Lophiidae). De wetenschappelijke naam van de soort is voor het eerst geldig gepubliceerd in 1899 door Garman.
De soort staat op de Rode Lijst van de IUCN als niet bedreigd, beoordelingsjaar 2007.